# Scrophularia takesimensis
Scrophularia takesimensis är en flenörtsväxtart som beskrevs av Takenoshin Nakai. Scrophularia takesimensis ingår i släktet flenörter, och familjen flenörtsväxter. Inga underarter finns listade i Catalogue of Life.